# David Hilbert
David Hilbert (Königsberg, Prússia Oriental, 23 de gener de 1862 – Göttingen, Alemanya, 14 de febrer de 1943) va ser un matemàtic alemany. És reconegut com un dels matemàtics més influents i universals de finals del segle xix i començaments del xx. Hilbert va descobrir i desenvolupar un ample rang d'idees fonamentals en diverses àrees com la Teoria d'Invariants i els Axiomes de la Geometria. També va formular la Teoria de l'Espai de Hilbert, un dels fonaments de l'Anàlisi funcional.
Hilbert va ser un ferm defensor de la Teoria de conjunts i dels Nombres transfinits postulats per Georg Cantor. Un conegut exemple del seu lideratge a les Matemàtiques va ser la presentació dels 23 Problemes de Hilbert al Congrés Internacional de Matemàtiques de l'any 1900 a París.
Hilbert i els seus deixebles van contribuir de forma important a establir rigor i a desenvolupar les modernes eines de la Física matemàtica. També és reconegut com un dels fundadors de la Teoria de la demostració i de la Metamatemàtica, així com per haver estat l'impulsor del Programa Formalista.

## Biografia

### Vida primerenca
Hilbert, el primer dels dos fills d'Otto i Maria Therese (nascuda Erdtmann) Hilbert, va néixer a Prússia Oriental – potser a Königsberg (d'acord amb el que afirma ell mateix) o a Wehlau (actualment Znamensk) a la vora de Königsberg on treballava el seu pare. Va començar els seus estudis al Friedrichskolleg Gymnasium (Collegium fridericianum, la mateixa escola on va estudiar Immanuel Kant 140 anys abans), però es va traslladar al Wilhelm Gymnasium, una escola amb més orientació científica, on es va graduar el 1880. El mateix any va ingressar a la Universitat de Königsberg, la "Albertina". Aquí va conèixer Hermann Minkowski (dos anys més jove que ell);aquesta amistat el va inclinar definitivament per les matemàtiques en contra del parer del seu pare. El 1884, va arribar a la Universitat, com a professor associat, Adolf Hurwitz procedent de Göttingen i es va establir un intens i fruitós intercanvi entre els tres. Hilbert va obtenir el seu doctorat el 1885, amb una tesi escrita sota la supervisió de Ferdinand von Lindemann, titulada Über invariante Eigenschaften spezieller binärer Formen, insbesondere der Kugelfunktionen ("Sobre les propietats invariants de les fórmules binàries especials, en particular de les funcions harmòniques esfèriques").
Hilbert va romandre a la Universitat de Königsberg com a professor des de 1886 fins a 1895. El 1892, Hilbert es va casar amb Käthe Jerosch (1864–1945), amb qui va tenir un fill: Franz Hilbert (1893–1969). El 1895, i gràcies a la intervenció de Felix Klein en el seu favor, va obtenir la posició de catedràtic de Matemàtiques a la Universitat de Göttingen, el centre més prestigiós de recerca en matemàtiques de l'època, en el que va romandre fins a la fi dels seus dies.
El seu fill Franz va patir de per vida una malaltia mental sense diagnosticar: la seva inferioritat intel·lectual era una decepció terrible per al seu pare i aquesta desgràcia era un assumpte de preocupació pels matemàtics i estudiants a Göttingen. Minkowski, el millor i més sincer amic de Hilbert va morir prematurament d'una apendicitis perforada el 1909.

### L'escola de Göttingen
Entre els deixebles de Hilbert hi ha: Hermann Weyl, el campió d'escacs Emanuel Lasker, Ernst Zermelo i Karl Gustav Hempel. John von Neumann va ser el seu assistent. A la Universitat de Göttingen, Hilbert estava envoltat per un cercle social en el que hi havia molts dels més reconeguts matemàtics del segle XX com Emmy Noether, Alonzo Church, Richard Courant, Edmund Landau, Paul Bernays, etc.
Entre els seus 69 estudiants de doctorat a Göttingen n'hi ha molts que després van esdevenir famosos matemàtics, com per exemple (amb la data de la seva tesi): Otto Blumenthal (1898), Felix Bernstein (1901), Hermann Weyl (1908), Richard Courant (1910), Erich Hecke (1910), Hugo Steinhaus (1911), o Wilhelm Ackermann (1925). Entre els anys 1902 i 1939 Hilbert va ser editor de Mathematische Annalen, la revista de matemàtiques més important d'aquells temps.
El 1899 va publicar Grundlagen der Geometrie (Fonaments de la Geometria), un estudi sistemàtic dels seus axiomes bàsics que va representar una revolució, presentant la disciplina basada únicament en 21 axiomes i promovent l'enfocament axiomàtic de les matemàtiques. Aquesta obra es pot considerar de les més influents a les matemàtiques del segle xx.
L'any següent, 1900, Hilbert va presentar al Congrés de la Unió Matemàtica Internacional la seva conferència en la que va presentar els reptes de la Matemàtica pel segle XX: són els famosos 23 Problemes de Hilbert, entre els quals hi havia la demostració de la Hipòtesi de Riemann, encara no resolta. Va ser una conferència plena d'optimisme en el poder de les matemàtiques.
L'any 1909, David Hilbert va resoldre el problema de Waring, més de 200 anys després que fos proposat.
L'any 1928 publica amb Wilhelm Ackermann els Principis de lògica matemàtica en el que s'estableix la distinció entre Matemàtiques i Metamatemàtiques.
L'any 1930, Hilbert es va retirar, sent substituït a la càtedra per Hermann Weyl. No obstant va romandre a la ciutat de Göttingen exercint la seva influència al departament de Matemàtiques de la Universitat. El 1934 i el 1939 es van publicar els dos volums de Grundlagen der Mathematik (Fonaments de les Matemàtiques) en col·laboració amb Paul Bernays i en els que intentava establir una Teoria de la demostració.

### Últims anys
Hilbert encara vivia quan el Nazisme va esporgar molts dels prominents membres de la Universitat de Göttingen el 1933. Aquesta persecució va obligar a exiliar-se a Hermann Weyl (el seu successor), Emmy Noether, Otto Neugebauer, Richard Courant i altres. Altres col·legues van tenir menys sort: Edmund Landau va morir el 1938 i Otto Blumenthal va ser deportat i mort en el Camp de concentració de Theresienstadt.
El 1934, Hilbert va ser invitat a un banquet en el que estava assegut a la vora del nou Ministre d'Educació, Bernhard Rust. Rust li va preguntar, Com estan les matemàtiques a Göttingen, ara que les hem alliberat de la influència jueva? Hilbert va respondre, Matemàtiques a Göttingen? Ja no en queden!.

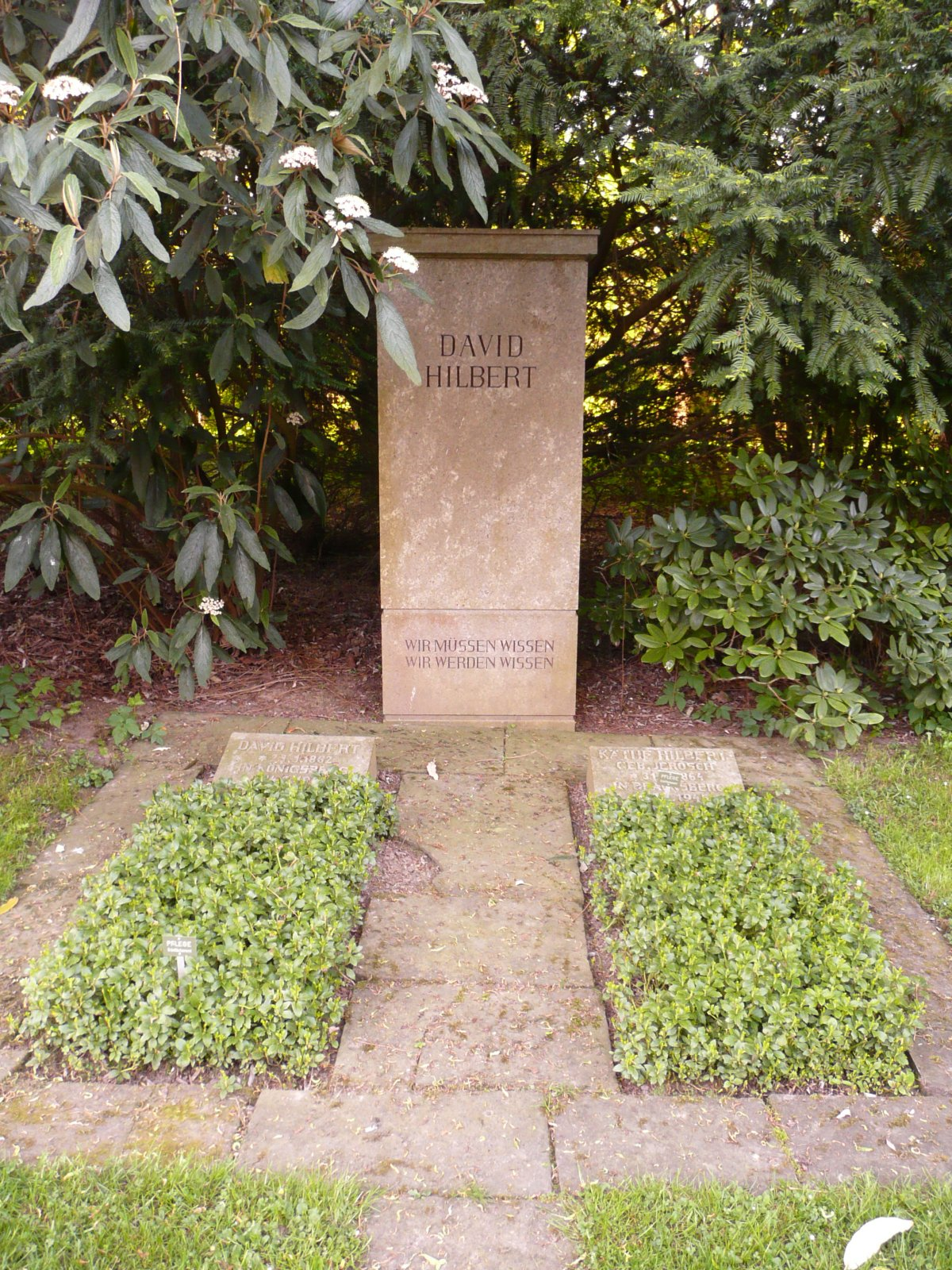
Tomba de Hilbert a Göttingen
Wir müssen wissen
Wir werden wissen

Quan Hilbert moria el 1943, en plena Guerra Mundial, els nazis havien canviat tot el personal de la Universitat, ja que la major part dels membres del departament eren jueus, estaven casats amb jueus o tenien simpaties esquerranes. Al funeral de Hilbert hi van assistir només una dotzena de persones, de les quals només dues eren col·legues acadèmics, entre ells Arnold Sommerfeld, un físic teòric també nadiu de Königsberg. La notícia de la seva mort només va ser mundialment coneguda al cap de sis mesos.
L'epitafi gravat a la seva tomba al cementiri de Göttingen és el famós epigrama que va donar com a conclusió en el seu discurs de comiat en retirar-se el 1930: Wir müssen wissen, Wir werden wissen ("Hem de saber, sabrem"). Aquestes paraules eren una resposta a la màxima llatina d'Emil du Bois-Reymond Ignoramus et ignorabimus ("No sabem i no sabrem").

## Solució de Hilbert al problema de Gordan
El primer treball de Hilbert sobre les funcions invariants el va portar el 1888 a la demostració del seu famós teorema de finitud. Vint anys abans, Paul Gordan havia demostrat el teorema de la finitud dels generadors per a les fórmules binàries, utilitzant una aproximació computacional complexa. Els intents de generalitzar el seu mètode a funcions amb més de dues variables van fallar a causa de la dificultat enorme que implicaven els càlculs. Per a solucionar el que es coneixia en alguns cercles com el Problema de Gordan, Hilbert es va adonar que era necessari agafar un camí completament diferent. Com a resultat, va demostrar el teorema de base de Hilbert, demostrant l'existència d'un conjunt finit de generadors, pels invariants de les fórmules algebraiques amb qualsevol nombre de variables, però d'una manera abstracta. És a dir, demostrant l'existència del conjunt, però sense construir-lo —no va mostrar "un objecte"— sinó que simplement en va demostrar l'existència, i es basava en el principi del tercer exclòs en una extensió infinita.
Hilbert va enviar els seus resultats al Mathematische Annalen. Gordan, l'expert de la teoria d'invariants del Mathematische Annalen, no va apreciar la naturalesa revolucionària del teorema de Hilbert i va refusar l'article, criticant l'exposició perquè no era suficientment comprensible. El seu comentari fou:
Das ist nicht Mathematik. Das ist Theologie.
(Això no és Matemàtiques. Això és Teologia.)
Klein, d'altra banda, va reconèixer la importància del treball, i va garantir que seria publicat sense cap alteració. Animat per Klein, Hilbert, en un segon article, va estendre el seu mètode, proporcionant estimacions sobre el grau màxim del conjunt de generadors més petit, i ho va enviar un cop més al Annalen. Després d'haver-hi llegit el manuscrit, Klein li va escriure, dient:
Sens dubte això és la feina més important en àlgebra general que l'Annalen mai ha publicat.>
Més tard, després que la utilitat del mètode de Hilbert fos universalment reconeguda, Gordan li diria:
M'he convençut que fins i tot la teologia té els seus mèrits.
Pel seu èxit, la naturalesa de la seva demostració va aixecar més problemes dels que Hilbert podria haver imaginat en aquell moment. Tot i que Kronecker l'havia admès, Hilbert més tard respongué a altres crítiques similars afirmant que "moltes construccions diferents estan subsumides sota un idea fonamental"; en altres paraules, citant Constance Reid: A través d'una prova d'existència, Hilbert havia estat capaç d'obtenir una construcció: "La demostració" era "l'objecte". No tots estaven convençuts. Mentre Kronecker moriria poc temps després, la seva filosofia constructivista continuaria amb el jove Brouwer i el seu desenvolupament de l'escola intuicionista, per a turment de Hilbert en els anys següents. De fet Hilbert perdria el seu "alumne superdotat", Weyl, que es va passar a l'intuïcionisme — "Hilbert es va molestar per la fascinació del seu antic deixeble amb les idees de Brouwer, el qual va despertar dins Hilbert la memòria de Kronecker". Brouwer, l'intuïcionista, en particular, es va oposar a la utilització del Principi del tercer exclòs sobre conjunts infinits (mentre Hilbert l'havia utilitzat). Hilbert respongué:
Agafar el Principi del Tercer Exclòs de les matemàtiques ... És el mateix que ... Prohibir al boxejador l'ús dels seus punys.

## Axiomatització de geometria
El text Grundlagen der Geometrie (Fonaments de Geometria) publicat per Hilbert el 1899 proposa un conjunt formal, els Axiomes de Hilbert, substituint les tradicionals definicions, postulats i nocions comunes dels Elements d'Euclides. Eviten les debilitats identificades a les definicions d'Euclides, obra encara vigent i llibre de referència per la geometria de l'època. Poc després, el 1902, un jove de 19 anys l'estudiant americà Robert Lee Moore va demostrar que un dels axiomes de Hilbert (el conegut teorema de Pasch) era innecessari per redundant.
L'aproximació de Hilbert assenyalava el canvi al modern sistema axiomàtic. En això, el treball de Peano en aritmètica, es va anticipar a Hilbert, el 1889. Els axiomes no es prenen com a veritats manifestes. La matemàtica pot tractar coses, de les quals tenim intuïcions poderoses, però no cal assignar un significat explícit als conceptes no definits. Elements, com punt, Recta, Pla, i altres, podrien ser substituïts, com Hilbert diu, per taules, cadires, gerres de cervesa i altres objectes.
Hilbert, primer, enumera els conceptes no definits: punt, recta, pla, etc. Després formalitza les seves relacions (Axiomes) d'Incidència, Ordre, Continuïtat i Congruència més una relació especial de Paral·lelisme. Els axiomes unifiquen la geometria plana i la geometria de l'espai d'Euclides en un únic sistema.

## Els 23 problemes de Hilbert
Hilbert va plantejar en el Congrés Internacional de Matemàtics a París el 1900, una llista amb els 23 problemes matemàtics sense resoldre, com un repte pels matemàtics en el segle xx. Aquesta llista és reconeguda com un complet programa de treball per als matemàtics.
El conjunt de problemes es va explicar en una conferència titulada Els problemes de les matemàtiques, presentat en el transcurs del II Congrés Internacional de Matemàtics celebrat a París. Aquesta és la introducció del discurs que va donar Hilbert:
Qui de nosaltres no estaria content d'aixecar el vel darrera del qual s'amaga el futur, per contemplar els propers avenços de la nostra ciència i en els secrets del seu desenvolupament en els segles per venir? Quins seran els èxits cap als quals l'esperit de les futures generacions de matemàtics tendirà? Quins mètodes, quins nous fets revelarà el nou segle en el vast i ric camp del pensament matemàtic?
Alguns d'ells es van resoldre en poc temps. Altres s'han discutit al llarg del segle xx. Uns pocs es consideren excessivament vagues per arribar a una conclusió. Alguns fins i tot continuen avui sent un desafiament per als matemàtics.
| 1. Hipòtesi del continu 2. Consistència dels axiomes de l'aritmètica 3. Congruència i espai euclidi 4. Geometria euclídia i geometries semblants 5. Grups de Lie. 6. Axiomatització de la Física. 7. Nombres transcendents. 8. La hipòtesi de Riemann. 9. Llei de reciprocitat. 10. Equacions diofàntiques. 11. Formes quadràtiques. 12. Camps abelians. | 1. Funcions de diverses variables. 2. Teoria d'invariants. 3. Càlcul enumeratiu de Schubert. 4. Topologia de corbes i cicles límit. 5. Funcions positives. 6. Poliedres congruents. 7. Problema de Dirichlet. 8. Condicions de contorn. 9. Problema de Riemann-Hilbert. 10. Uniformització. 11. Càlcul variacional. |

## Formalisme
En una visió que s'havia convertit en norma a mitjan segle xx, el conjunt de problemes de Hilbert era també una mena de manifest que va obrir la via pel desenvolupament de l'escola formalista, una de les tres escoles importants de matemàtiques del segle xx. Segons els formalistes, les matemàtiques eren una manipulació de símbols segons un acord de regles formals. És per tant, una activitat autònoma del pensament. Hi ha, tanmateix, espai per dubtar si les visions pròpies de Hilbert van ser tant simplistament formalistes en aquest sentit.

### El programa de Hilbert
El 1920 va proposar explícitament un projecte de recerca (en metamatemàtica, com es denomina des d'aleshores) que va esdevenir conegut com el programa de Hilbert. Defensava que les matemàtiques es formulen sobre una base lògica sòlida i completa: un conjunt d'axiomes. Va creure, en principi, que es podria demostrar, provant que:
1. tota la matemàtica se seguia d'un sistema finit, correctament escollit d'axiomes; i
2. es podia demostrar la consistència d'algun dels sistemes a través d'algun mitjà com el càlcul epsilon.

Sembla haver tingut tant raons tècniques com filosòfiques per formular aquesta proposta. Va afirmar el seu desacord amb el que es coneixia com el ignorabimus, encara un assumpte actiu en el pensament alemany del seu temps, i es va remuntar a la formulació d'Emil du Bois-Reymond.
Aquest programa encara és identificable en la popular filosofia de les matemàtiques, on és normalment anomenat formalisme. Per exemple, el grup de Bourbaki va adoptar una versió suavitzada i selectiva d'allò més adequada a les necessitats dels seus projectes paral·lels de (a) escriure obres fonamentals enciclopèdiques, i (b) donar suport al mètode axiomàtic com a eina d'investigació. Aquest enfocament ha estat reeixit i influent en relació amb el treball de Hilbert en l'àlgebra i l'anàlisi funcional, però no ha pogut participar de la mateixa manera amb els seus interessos en la física i la lògica.
Hilbert descrivia el 1919:
No estem parlant aquí d'arbitrarietat en cap sentit. La matemàtica no és com un joc amb tasques a fer totalment determinades per regles arbitràriament estipulades. Més aviat, és un sistema conceptual amb necessitats internes que només pot ser així i de cap altra manera.
Hilbert va publicar la seva visió dels fonaments de les matemàtiques en un treball de 2 volums anomenat Grundlagen der Mathematik, publicat conjuntament amb Paul Bernays el 1934 i 1939.

### Treball de Gödel
Hilbert i els matemàtics que van treballar amb ell i sota a seva influència estaven compromesos amb el projecte. El seu intent d'establir les matemàtiques axiomatitzades amb principis definitius, el qual podria esfumar incerteses teòriques, va, tanmateix, acabar en fracàs.
Gödel va demostrar que qualsevol sistema formal no-contradictori, que doni compte suficient de l'aritmètica elemental, no pot demostrar la seva completesa mitjançant els seus propis axiomes. El 1931, al seu Teorema d'incompletesa de Gödel va mostrar que el pla magnífic de Hilbert era impossible tal com l'havia expressat, sempre que el sistema axiomàtic sigui realment finitista.
No obstant això, els èxits posteriors de la Teoria de la demostració almenys aclarien la noció de consistència pel que fa a les teories de bàsiques dels matemàtics. L'obra de Hilbert havia introduït la lògica en aquest treball d'aclariment; llavors, la necessitat d'entendre la feina de Gödel, va dirigir el desenvolupament de la Teoria de la recursió i, a continuació, la lògica matemàtica com disciplines autònome a partir dels 1930.

## Anàlisi Funcional
Al voltant 1909, Hilbert es va dedicar a l'estudi d'equacions diferencials i integrals; la seva activitat va tenir conseqüències directes en àrees importants de l'anàlisi funcional moderna. Per tal de dur a terme aquests estudis, Hilbert va introduir el concepte d'un Espai euclidià dimensional infinit, més tard anomenat Espai de Hilbert. La seva obra en aquesta part d'anàlisi va proporcionar la base per contribucions importants a les matemàtiques de la física en les properes dues dècades, que partia d'una direcció inesperada.
Posteriorment, Stefan Banach va amplificar el concepte, definint l'Espai de Banach. L'espai de Hilbert és una classe important d'objectes de l'àrea de l'anàlisi funcional, en particular de la teoria espectral d'operadors lineals autoadjunts, desenvolupada al seu voltant durant el segle xx.

## Física
Fins al 1912, Hilbert va ser de forma gairebé exclusiva un matemàtic «pur». Quan el seu amic i col·lega matemàtic Hermann Minkowski planejava fer-li una visita des de Bonn, on estava immers en l'estudi de la física, feia acudits dient que havia de passar 10 dies en quarantena abans de poder visitar Hilbert. En realitat, Minkowski sembla responsable de la majoria d'investigacions de Hilbert en física anteriors a 1912, inclòs el seu seminari conjunt sobre el tema el 1905.
El 1912, tres anys després de la mort del seu amic, va canviar el seu objectiu cap a aquest tema de manera gairebé exclusiva. Va aconseguir que se li assignés un «tutor en física». Va començar estudiant la teoria cinètica dels gasos i va passar després a la teoria elemental de radiació i a la teoria molecular de la matèria. Fins i tot, després de l'esclat de la guerra el 1914, va continuar celebrant seminaris i classes on se seguien de prop els treballs d'Einstein, entre d'altres.
Hilbert va convidar a Einstein a Göttingen perquè impartís una setmana de lliçons entre els mesos de juny i de juliol de 1915 sobre relativitat general i la seva teoria de la gravetat en desenvolupament. Einstein va rebre una recepció enormement entusiasta a Göttingen. L'intercanvi d'idees va portar a la forma final de les equacions de camp de la Relativitat General, en concret les equacions de camp d'Einstein i l'acció d'Einstein-Hilbert. Tot i que Einstein i Hilbert no van arribar mai a embrancar-se en una disputa pública sobre prioritats, hi ha hagut una mica de diferències sobre la prioritat del descobriment de les equacions de camp.
A més, el treball de Hilbert va anticipar i va assistir a diversos avanços en la formulació matemàtica de la mecànica quàntica. El seu treball va ser clau per al de Hermann Weyl i John von Neumann sobre l'equivalència matemàtica de la mecànica de matrius de Werner Heisenberg i l'equació d'ona d'Erwin Schrödinger, i el seu espai de Hilbert té un paper important en la teoria quàntica. El 1926, von Neumann va demostrar que si els estats atòmics s'entenguessin com a vectors en l'espai de Hilbert, llavors es correspondrien tant amb la teoria de funció d'ona de Schrödinger com amb les matrius de Heisenberg.
Mitjançant aquesta immersió en la física, va treballar per a donar-li rigor a la matemàtica que la sosté. Encara que és molt dependent de la matemàtica avançada, el físic tendeix a ser «descuidat» amb ella. Per a un matemàtic «pur» com Hilbert, això era «lleig» i difícil d'entendre. En començar a comprendre la física i la manera en què els físics usaven la matemàtica, va desenvolupar una teoria matemàticament coherent que va trobar, principalment, en l'àrea de les equacions integrals. Quan el seu col·lega Richard Courant va escriure el clàssic Mètodes de física matemàtica va incloure algunes idees de Hilbert, i va afegir el seu nom com a coautor fins i tot encara que Hilbert no va arribar a contribuir a l'escrit. Hilbert va dir que «la física és massa dura per als físics», volent dir que la matemàtica necessària estava lluny del seu abast en general, i que el llibre de Courant-Hilbert els va facilitar les coses.